# Кели Кели
Барбара Джейн „Барби“ Бланк (на английски: Barbara Jean „Barbie“ Blank), по-добре позната като Кели Кели (на английски: Kelly Kelly), е американска полуактивна професионална кечистка, модел, актриса, инфлуенсър, дизайнер на дрехи, производител на вино и съосновател на благотворителна кампания за борба с глиобластома (рак на мозъка).

## OVW
Джон Лоринайтис харесва Бланк от каталог за модели (заедно с Виктория Крауфорд, позната в WWE като Алиша Фокс) и се свързва с модната агенция на Бланк. Предлагат и договоор за тяхна девелопмент територия – OVW, въпреки че тя няма опит в кеча. Прекарва в OVW около година преди да бъде извикана в мейн ростер програмата на WWE - ECW (Екстремен шампионат). След ребранда на OVW в FCW (Флорида чампионшип рестлинг), за известно време тя продлжава да се появява както там, така и в ECW. Един от първите и официални мачове в ОVW е кралска битка при жените, спечелен от ОДиБи.

## Екстремен шампионат
Бланк дебютира в ростера на Екстремния шампионат под името Кели Кели в първия епизод на семичната телевизионна програма (13 юни, 2006), ставайки най-младата дива в целия списък на WWE. Нейната героиня, ексхибиционистка, представя стриптийз за публиката. На следващата седмица подготвяйки се за друго шоу, Кели бива прекъсната от нейния екранен партньор Майк Нокс, който се качва на сцената и я увива в кърпа преди тя да съблече дрехите си. Нейния стриптийз става седмичен сегмент познат като „Kelly's Exposé“ и обикновено бива прекъснат по същия начин; Кели танцува и прави стриптийз докато не е прекъсната от Нокс, който е смутен от нейния ексхибиционизъм и от желанието и да показва тялото си на другите. Накрая Нокс насилва Кели да го придружава до ринга, за да може да я наблюдава. Като резултат от това тя е замесена в разрастваща се вражда между Майк Нокс (и Тест) и Томи Дриймър (и Сендмън). Тя прави своя дебют на ринга на 22 август 2006 в епизод на ECW в отборен мач срещу Дриймър, Сендмън и Тори Уилсън, който губи.
Следвайки тази вражда, Кели и Нокс влизат в сюжет със Си Ем Пънк, към който Кели Кели има чувства, впоследствие Нокс става много ревнив. Нещата стигат крайна точка, когато Кели, облечена като Си Ем Пънк на конкурс за най-добър Хелоуин костюм, ядосва Нокс и довежда до мач между двамата. По време на мача Кели подкрепя Пънк. На турнира „December to Dismember“ Кели и Нокс играят в мач срещу Ариел и Кевин Торн в смесен отборен мач. По време на мача Нокс отказва да се присъедини в мача и я оставя сама срещу Ариел. В следващия епизод на ECW Кели побеждава Ариел като я превърта. Това е първият ѝ мач в ECW, в който участва сама. След мача Нокс излиза на ринга с цветя. Хвърля ги в лицето на Кели Кели и ѝ прави STO, прекратявайки тяхната връзка. Това я изкарва от програмата на ECW за шест седмици.
Тя се завръща на екрана на 16 януари 2007 и прави изявление, че е свободна и отново стартира „Kelly's Exposé“. Не само Кели, а и Брук и Лейла представят танци на ринга на ECW. Триото танцува почти всяка седмица през следващите няколко месеца. Сегмента се променя, след като Майк „Миз“ Мизънин е преместен в ECW през юни. Трите дами го следват навсякъде. По-късно обаче Кели е привлечена от много по-немарливо изглеждащия Болс Махони. За забавление на Миз и нейните Expose сестри, те прекарват времето си, осмивайки вида му. След като Брук напуска компанията през ноември, Extreme Exposé се разпуска. Кели е включвана в множество мачове срещу Лейла.

## Първична сила
Лотарията на WWE през 2008 г. оставя Кели единствената дива в ECW и впоследствие тя е преместена в RAW. Кели прави дебюта си в RAW в отборен мач с Мики Джеймс и побеждават отбора на Лейла и Джилиян Хол. На турнира „Survior Series“ през 2008 Кели си партнира с диви от първична сила. Тя и нейният отбор побеждават диви от Разбиване. На турнира „Armageddon“ Кели, Мария, Мишел и Мики Джеймс играят мач срещу Джилиян, Марис, Виктория и Наталия, в който печели отборът на Кели. Оттогава тя участва в няколко отборни мачове, в които си партнира с Мики Джеймс, Кандис Мишел и Мелина Перез. На 18 май 2009 в епизод на първична сила, Кели спечелва кралска битка след като елиминира Бет Финикс и Мики Джеймс. Така тя става главна претендентка за Титлата на Дивите. Тя печели първия си мач за титлата срещу Марис чрез дисквалификация, което означава, че титлата не променя собственика си. Тя губи следващия мач две седмици по-късно на 8 юни. На 20 юни тя печели Титлата на Дивите. През октомври 2012 г. напуска WWE.

### Титли и постижения
- Pro Wrestling Illustrated
  - PWI Female 50 я класира на No. 15 от най-добрите 50 жените единични кечистки през 2011
- World Wrestling Entertainment / WWE
  - Шампионка на дивите на WWE (1 път)
  - Слами награда за Дивиловен момент на годината (2011) – Кели Спечели Титлата на дивите